# Атлетика на Медитеранским играма 2013 — 10.000 метара за мушкарце
Трка на 10.000 метара у мушкој конкуренцији на Медитеранским играма 2013 одржана је у турском граду Мерсину 27. јуна, на Атлетском стадиону Невин Јанит.
Учествовало је 7 такмичара из 5 земаља.

## Земље учеснице
- Албанија(1)
- Француска (1)
- Италија (1)
- Мароко (2)
- Турска (2)

## Сатница
Време (UTC+3).
| Датум        | Време | Ниво   |
| ------------ | ----- | ------ |
| 27. јун 2013 | 21:05 | Финале |

## Победници
|                             |                     |                           |
| Полат Кембоји Арикан Турска | Aziz Lahbabi Мароко | Soufiyan Bouqantar Мароко |

## Резултати

### Финале
| Пл. | Атлетичар            | Држава    | Време    | Бел. |
| --- | -------------------- | --------- | -------- | ---- |
|     | Полат Кембоји Арикан | Турска    | 28:17,26 |      |
|     | Aziz Lahbabi         | Мароко    | 28:55,24 |      |
|     | Soufiyan Bouqantar'  | Мароко    | 28:57,82 |      |
| 4   | Ahmed El Mazoury     | Италија   | 29:59,28 |      |
| 5   | Riad Guerfi          | Француска | 31:04,03 |      |
| 6   | Ilir Kellezi         | Албанија  | 33:29,09 |      |
| 7   | Халил Акаш           | Турска    | -        | DNF  |